# Kristaps Janičenoks
Kristaps Janičenoks (Riga, 14 de março de 1983) é um basquetebolista profissional letão que atualmente defende o VEF Riga na LBL e Liga Unida Russa.